# 新井田雅樹
新井田 雅樹（あらいだ まさき、12月20日 - ）は日本の女性声優、ナレーター。北海道出身。シグマ・セブン所属。

## 略歴
1986年東鳩製菓（現・東ハト）主催のキャンペーンガール「東鳩オールレーズンプリンセスコンテスト」でグランプリを受賞（テレビコマーシャルでは平仮名の「あらいだ まさき」として出演）。また、1991年にはミス北海道、1992年にはミス日本コンテスト・ミスフラワーに選ばれた。
以後、主としてナレーションを中心に活躍している。

## 人物
趣味は映画、音楽鑑賞、料理。

## 出演

### テレビ
- NNNドキュメント（日本テレビほかNNN系列各局）
- 生活達人（TBS）
- ドラフト緊急生特番!お母さんありがとう 夢を追う親子の壮絶人生ドキュメント 運命の瞬間生中継（TBS）ナレーション
- カラダのとびら!（フジテレビ）
- フォーチュンテリング（フジテレビ）
- 家族の食卓（フジテレビ）
- 未来者（テレビ朝日）
- わがまち千代田（TOKYO MX）
- 続ゴルフ上達Q&A（群馬テレビ）
- 初体験天使 Virgin Angel（名古屋テレビ）
- 知っとこ!正月SP（毎日放送）
- 想い出のしずく（関西テレビ）
- ドラマシティ「東京カードウォーズ」（読売テレビ）
- ドラマシティ「おっと（夫）あぶない!外伝」（読売テレビ）
- 音楽紀行・南こうせつ（NHK-BS）
- TV50スペシャル（NHK-BS）リポーター
- 鳥越俊太郎 対×談の時間（BS朝日）
- ふれあい牧場（グリーンチャンネル）
- ヘッドフォンミュージック・ミーツフォーチャージャズ（スターデジオ）
- CATCH UP（スターデジオ）
- 残したいニッポンの宿（トラベラーズTV）

### ラジオ
- ラジッチャ（ラジオ高崎）

### 舞台
- 怪盗チェリーのレストラン

### 映画
- 恋は舞い降りた（出演）